# هيساشي إينوي
هيساشي إينوي (Hisashi Inoue ، 井上 ひさし ، 16 نوفمبر 1934 - 9 أفريل 2010) كاتب مسرحي ياباني وكاتب قصص مصورة خيالية. استخدم اسمه القلمي يوشياما هيساشي من 1961 إلى 1986.

## روابط خارجية
- هيساشي إينوي على موقع IMDb (الإنجليزية)
- هيساشي إينوي على موقع ميوزك برينز (الإنجليزية)
- هيساشي إينوي على موقع أول موفي (الإنجليزية)
- هيساشي إينوي على موقع ديسكوغز (الإنجليزية)
- هيساشي إينوي على موقع قاعدة بيانات الفيلم (الإنجليزية)
- هيساشي إينوي على موقع ANN person (الإنجليزية)